# Rudolf Rass
Rudolf Rass (* 1. Januar 1934 in Hof (Saale); † 30. November 2021) war ein deutscher Politiker (SPD).

## Leben

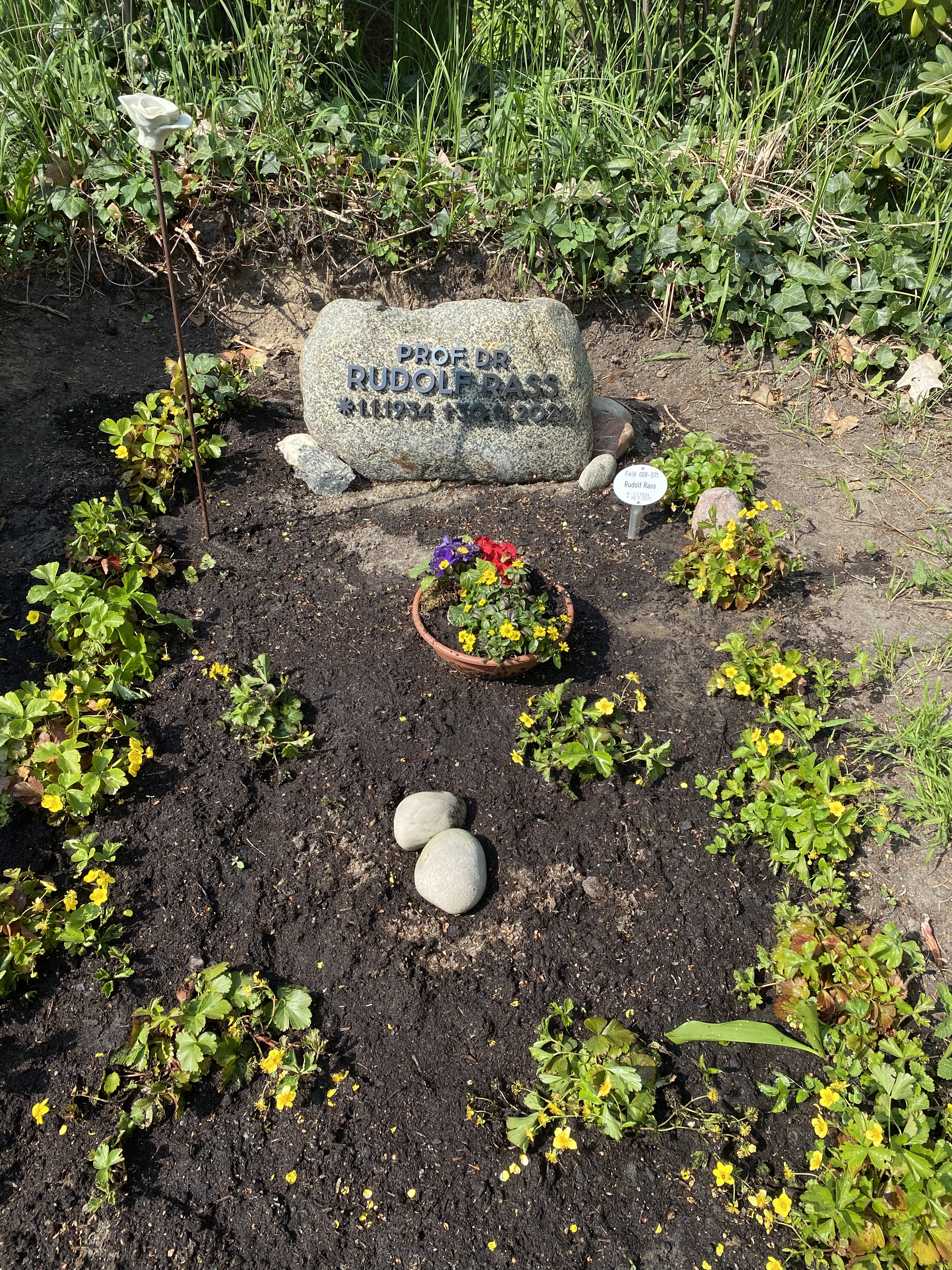
Grabstätte auf dem Friedhof Zehlendorf

Rass machte 1954 das Abitur und studierte Physik und Philosophie an der Universität Göttingen sowie an der Freien Universität Berlin (FUB). Während des Studiums absolvierte er je ein Auslandssemester an den Universitäten Uppsala, Madrid und Straßburg. 1964 promovierte er an der FUB und arbeitete anschließend am Fritz-Haber-Institut der Max-Planck-Gesellschaft. Ab 1976 war Rass Hochschullehrer an der Pädagogischen Hochschule Berlin, nach deren Auflösung 1980 Professor am Institut für Fachdidaktik Physik und Lehrerbildung der Technischen Universität Berlin.
Ab 1962 war Rass Mitglied der SPD. Bei der Berliner Wahl 1967 wurde er in das Abgeordnetenhaus von Berlin über die Bezirksliste Steglitz gewählt, dem Parlament gehörte er bis 1981 an. Er gehörte der SPD-Fraktion bis 1981 an. Er war im  Ältestenrat, im Präsidium und im Ausschuss für Bundesangelegenheiten und Gesamtberliner Fragen, dort auch Vorsitzender, sowie im Ausschuss für Wissenschaft und Kunst, ebenfalls als Vorsitzender.
Er war Mitglied des Rundfunkrats des Senders Freies Berlin (SFB).
Ab 2001 war er Mitglied im Männergesangverein Zehlendorf 1873.